# Thelocactus tulensis
Thelocactus tulensis är en kaktusväxtart som först beskrevs av Polseg., och fick sitt nu gällande namn av Nathaniel Lord Britton och Joseph Nelson Rose. Thelocactus tulensis ingår i släktet Thelocactus och familjen kaktusväxter. Inga underarter finns listade i Catalogue of Life.

## Bildgalleri

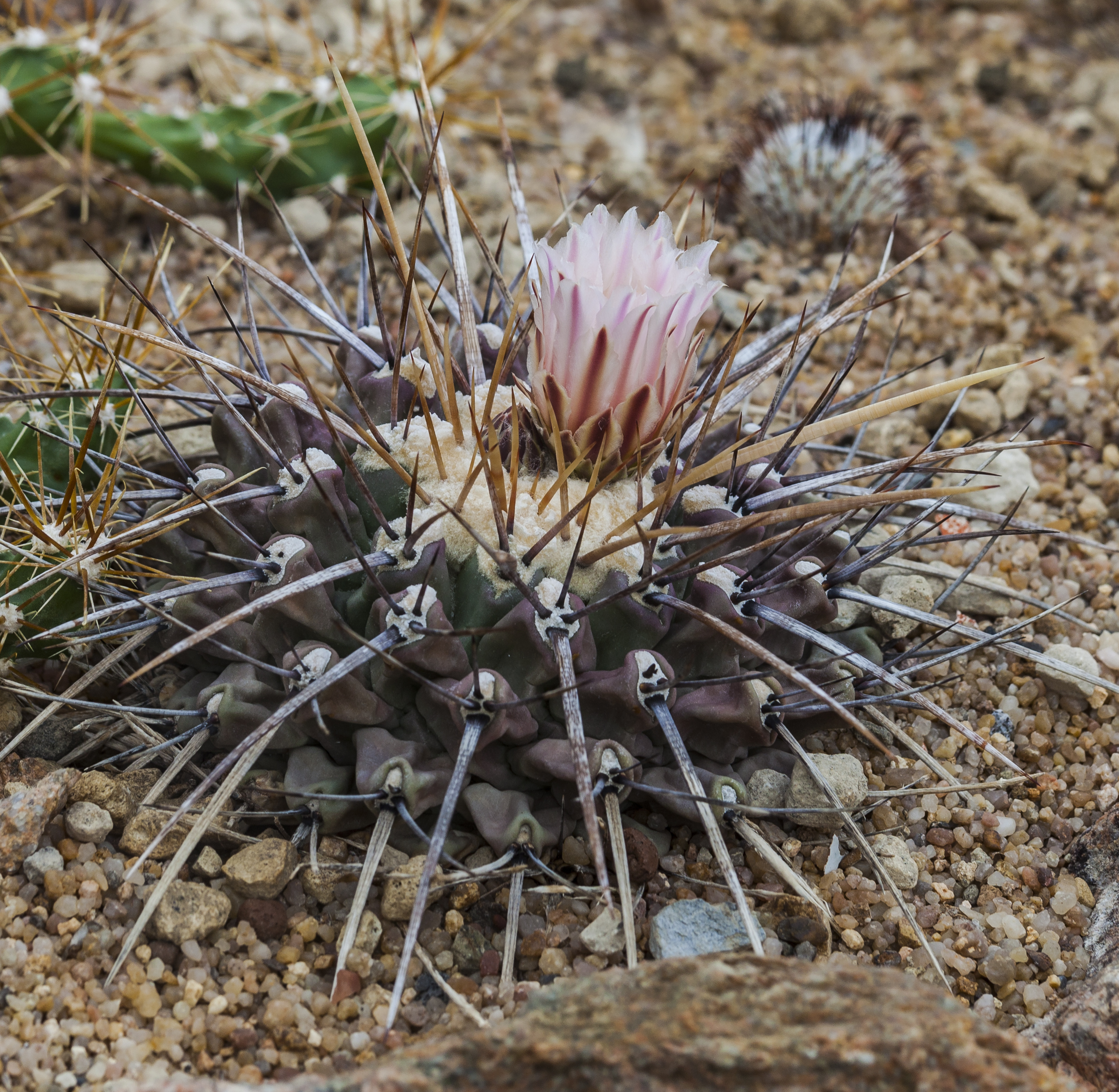